# إيرين إي. ستيد
إيرين إي. ستيد (بالإنجليزية: Erin E. Stead)‏ هي أمينة مكتبة أمريكية، ولدت في 27 ديسمبر 1982 في فارمنغتون هيلز في الولايات المتحدة.

## وصلات خارجية
- الموقع الرسمي